# تش سلتانا
تش سلتانا (به انگلیسی: Tash Sultana) متولد ۱۵ ژوئن ۱۹۹۵، یک خواننده-ترانه‌سرا استرالیایی و نوازنده چند ساز است که به عنوان یک «گروه یک‌نفره» توصیف شده است.
سلتانا در ملبورن بزرگ شده است و و از سه سالگی گیتار زدن را شروع و با اجراهای خیابانی حرفهٔ او آغاز شد. اجراهای او در سال ۲۰۱۶، میلیون‌ها بار در یوتویوب دیده شد. آلبوم چندآهنگهی او با نام اندیشه (به انگلیسی: Notion) در تاریخ ۲۳ سپتامبر ۲۰۱۶ منتشر شد و در اوایل سال ۲۰۲۷ تور جهانی‌اش برگزار شد.
سلتانا در ملبورن استرالیا با نسب نیم مالتی متولد و بزرگ شد و در سن سه سالگی از پدربزرگش یک گیتار هدیه گرفت. او می‌توانند ۲۰ ساز مختلف شامل گیتار، بیس، ترومپت، فلوت، پرکاشن و ساکسوفون را بنوازد. سولتانا، خودش را معتاد به مواد مخدر توصیف کرده که در ۱۷ سالگی به روانپریشی ناشی از مواد مخدر مبتلا شد و مجبور به چند ماه درمان شد.

## حرفه

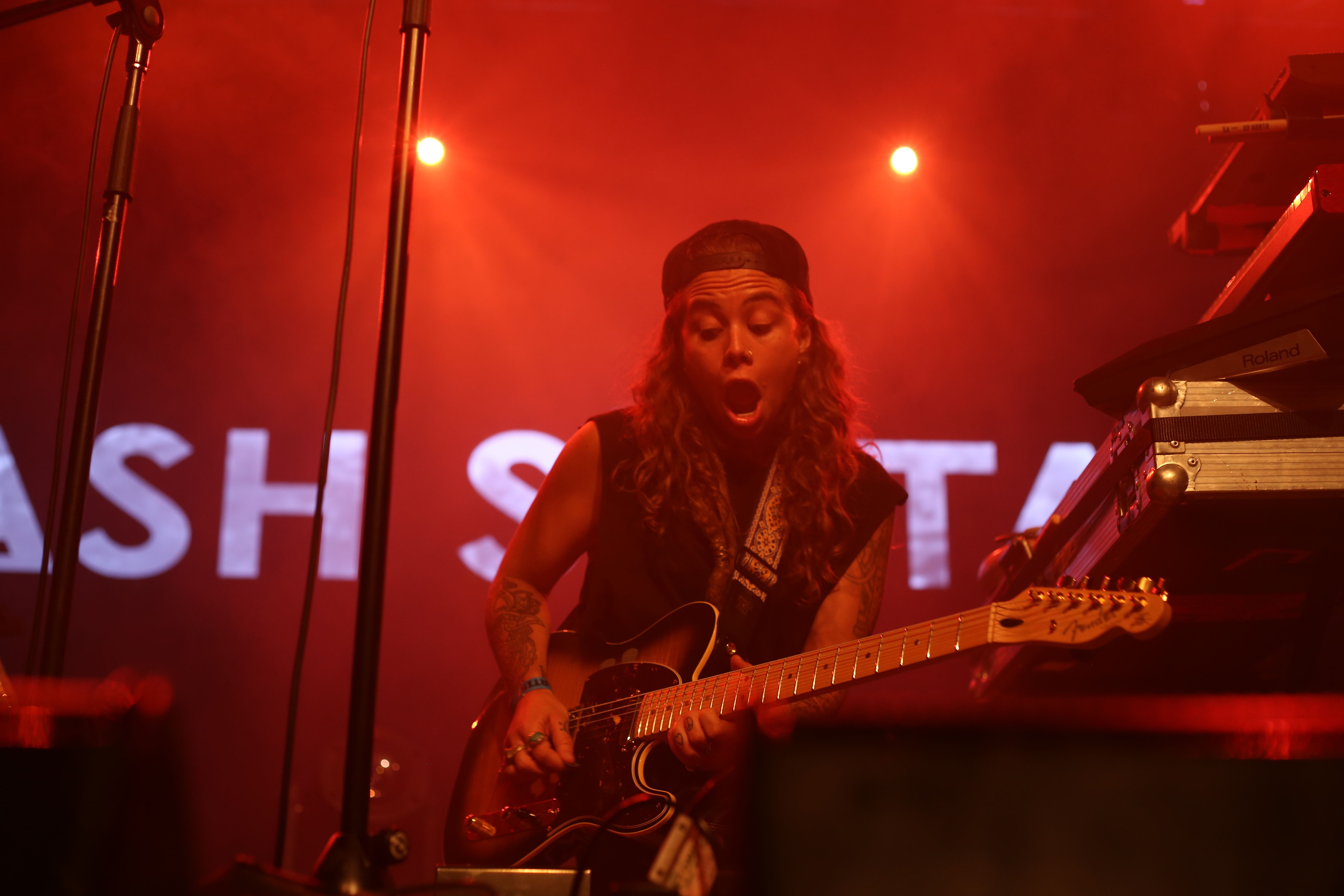
سلتانا در حال نواختن گیتار در اجرای زنده‌ای در ملبورن.

از آنجایی که او قادر به پیدا کردن پیشهٔ عادی نبود، برای گذران زندگی به اجرای خیابانی در ملبورن روی آورد. از سال ۲۰۰۸ تا ۲۰۱۲، سلطان خواننده گروه مایندپایلت (به انگلیسی: Mindpilot) با پاتریک ابرین، امیلی دای و دیوید هربرت بود. این گروه در ۲۰۱۲ از هم جدا شد.
در سال ۲۰۱۶، سلتانا یک ویدیو در رسانه‌های اجتماعی به اشتراک گذاشت که در عرض پنج روز یک میلیون بازدید به همراه داشت. در همان سال، جایزهٔ جی برای «هنرمند کشف‌نشدهٔ سال به» را دست‌آورد.
یک اجرای خانگی او از تک‌ترانهٔ «جنگل» بیش از ۲۰ میلیون بازدید داشت. سلتانا با تهیه‌کننده‌اش، نیکیتا میلتیادو به استودیو رفت و کار بر روی آلبوم چندآهنگه اندیشه را شروع کرد. در سپتامبر ۲۰۱۶، آلبوم را از طریق ناشر مستقل خود، Lonely Lands Records منتشر کردند. آلبوم در نمودارهای ARIA به رتبه ۸ رسید.
با توجه به موفقیت اندیشه، سلتانا یک تور جهانی را شامل صدها نمایش در استرالیا، اروپا، نیوزیلند و انگلیس اعلام کرد. پدر او کارش را به منظور کمک به برگزاری اجراها ترک کرد. سپس تک‌ترانهٔ «قتل به ذهن» از اون منتشر شد و پس از آن، سلتانا مبتلا به لارنژیت تشخیص داده شد و مجبور به لغو و توقف نمایش‌ها در سراسر استرالیا شد.
نخستین آلبوم بلند او با نام حالت جریان (به انگلیسی:Flow State)، در تاریخ ۳۱ اوت ۲۰۱۸ منتشر شد.
در ۱۳ ژوئن ۲۰۱۸، سلطان یک پیام خصوصی فیس‌بوکی از ویدوی اجرای تک‌ترانه تازه‌ای با نام «رستگاری» را برای عدهٔ از طرفدارانش ارسال کرد. این ترانه در ۲۲ ژوئن منتشر شد.

## زندگی شخصی
سلطان به عنوان خارج از جنسیت شناخته می‌شود و ضمیر «They» را در زبان انگلیسی ترجیح می‌دهد.

## ترانه‌شناسی

### آلبوم
| عنوان      | جزئیات                                                                               | بهترین رتبهٔ دست یافته | بهترین رتبهٔ دست یافته | بهترین رتبهٔ دست یافته | بهترین رتبهٔ دست یافته | بهترین رتبهٔ دست یافته | بهترین رتبهٔ دست یافته | بهترین رتبهٔ دست یافته | بهترین رتبهٔ دست یافته |
| عنوان      | جزئیات                                                                               | استرالیا              | کانادا                | آلمان                 | ایرلند                | هلند                  | نیوزلند               | انگلستان              | ایالات متحده          |
| ---------- | ------------------------------------------------------------------------------------ | --------------------- | --------------------- | --------------------- | --------------------- | --------------------- | --------------------- | --------------------- | --------------------- |
| حالت جریان | - تاریخ انتشار: ۳۱ اوت ۲۰۱۸ - ناشر: Lands alone - فرمت‌های: CD، دیجیتال دانلود، وینیل | ۲                     | ۲۲                    | ۱۸                    | ۶۷                    | ۱۸                    | ۱۲                    | ۶۷                    | ۵۱                    |

### آلبوم چند آهنگه
| عنوان    | جزئیات                                                                           | موقعیت‌های نمودار قله |
| عنوان    | جزئیات                                                                           | استرالیا             |
| -------- | -------------------------------------------------------------------------------- | -------------------- |
| یین یانگ | - منتشر شد: ۲۰۱۳ - ناشر: Tash Sultana - فرمت‌ها: دانلود دیجیتال                   | -                    |
| اندیشه   | - تاریخ انتشار: ۲۳ سپتامبر ۲۰۱۶ - ناشر: Lands alone - فرمت‌ها: CD، دانلود دیجیتال | ۸                    |

### تک‌ترانه
| عنوان        | سال  | موقعیت‌های نمودار قله | موقعیت‌های نمودار قله | موقعیت‌های نمودار قله   | گواهینامه‌ها    | آلبوم           |
| عنوان        | سال  | استرالیا             | نیوزلند.             | ایالات متحده آلترناتیو | گواهینامه‌ها    | آلبوم           |
| ------------ | ---- | -------------------- | -------------------- | ---------------------- | -------------- | --------------- |
| «بالاتر»     | ۲۰۱۵ | -                    | -                    | -                      |                | تک‌ترانه آلبوم‌ها |
| «گل‌مغز»      | ۲۰۱۵ | -                    | -                    | -                      |                | تک‌ترانه آلبوم‌ها |
| «برج جوزا»   | ۲۰۱۶ | -                    | -                    | -                      |                | اندیشه          |
| «اندیشه»     | ۲۰۱۶ | -                    | -                    | -                      | - آریا: پلاتین | اندیشه          |
| «جنگل»       | ۲۰۱۶ | ۳۹                   | -                    | ۳۹                     | - آریا: پلاتین | اندیشه          |
| «قتل به ذهن» | ۲۰۱۷ | ۵۹                   | ۸                    | -                      | - ARIA: طلا    | حالت جریان      |
| «میستیک»     | ۲۰۱۷ | ۷۷                   | ۸                    | -                      | - ARIA: طلا    | حالت جریان      |
| «رستگاری»    | ۲۰۱۸ | ۲۰۰                  | ۱۰                   | -                      |                | حالت جریان      |
| «برداشت عشق» | ۲۰۱۸ | -                    | -                    | -                      |                | حالت جریان      |
| «ذهن آزاد»   | -    | -                    | -                    |                        |                | حالت جریان      |

### آهنگ‌های دیگر
| عنوان          | سال  | موقعیت‌های نمودار قله | آلبوم      |
| عنوان          | سال  | داغ‌های نیوزلند       | آلبوم      |
| -------------- | ---- | -------------------- | ---------- |
| «دانه (معرفی)» | ۲۰۱۸ | ۲۸                   | حالت جریان |
| «دود بزرگ»     | ۲۰۱۸ | ۲۵                   | حالت جریان |
| «سیگار»        | ۲۰۱۸ | ۱۵                   | حالت جریان |
| «هفت»          | ۲۰۱۸ | ۳۱                   | حالت جریان |

## جوایز و نامزدها

### جوایز موسیقی ای‌آرآی‌ای
جوایز موسیقی ARIA، جوایزی سالانه هستند، که برتری، نوآوری و موفقیت در تمامی ژانرهای موسیقی استرالیا را در نظر می‌گیرند که در سال ۱۹۸۷ آغاز شدند. سلتانا یک جایزه از ۱۰ نامزدی را دریافت کرده است.
| سال  | نامزد / کار                        | جایزه                      | نتیجه     |
| ---- | ---------------------------------- | -------------------------- | --------- |
| 2017 | اندیشه                             | بهترین مستقل انتشار        | نامزد شده |
| 2017 | اندیشه                             | هنرمندان دستیابی به موفقیت | نامزد شده |
| 2017 | اندیشه                             | بهترین آلبوم بلوز و ریشه   | نامزد شده |
| 2017 | تور اندیشه                         | بهترین قانون زنده استرالیا | نامزد شده |
| 2018 | حالت جریان                         | بهترین هنرمند زن           | نامزد شده |
| 2018 | حالت جریان                         | بهترین آلبوم بلوز و ریشه   | برنده شد  |
| 2018 | تور بازگشت به خانه                 | بهترین قانون زنده استرالیا | نامزد شده |
| 2018 | تش سلتانا برای حالت جریان          | سازنده سال                 | نامزد شده |
| 2018 | بن لوپز برای حالت جریان            | بهترین جلد هنر             | نامزد شده |
| 2018 | گلن موسپ و تش سلطان برای «رستگاری» | بهترین ویدئو               | نامزد شده |